# Villa Rustica (Ilchester Mead)
Die Villa Rustica von Ilchester Mead war ein römischer Gutshof (Villa rustica), der etwa einen Kilometer südwestlich der heutigen Stadt Ilchester in der Grafschaft Somerset im Südwesten Englands, dem mutmaßlichen antiken Lindinis, lag, in einer Gegend, die lange als La Chastelle bezeichnet wurde.
Die Villa befand sich nahe am „Fosse Way“, einer bedeutenden römischen Straße. Große Teile der Villa wurden 1955, 1960 und zwischen 1967 und 1972 ausgegraben. 
Die Anlage bestand aus drei Bauten, die sich im Norden, Westen und Süden um einen offenen Hof gruppierten. Es konnten jeweils drei Bauphasen festgestellt werden. Vor allem der nördliche Flügel des Gutshofes wurde jedoch nur punktuell ausgegraben. Der allgemeine Grundriss ist daher bekannt, doch ist es wahrscheinlich, dass nicht alle Mauern bei den Untersuchungen erfasst wurden.
Die älteste Phase der Villa datiert ins 2. Jahrhundert n. Chr. Es fand sich eine Münze Caracallas, aber vor allem Terra Sigillata, die in diese Zeit datiert. Wenig kann zum Aussehen der Bauten in dieser Phase gesagt werden, doch waren zumindest einige Räume mit Wandmalereien dekoriert. Diese waren teilweise sehr einfach und zeigten auf weißen Grund schwarze Linien.
Die zweite Phase datiert an das Ende des 3. Jahrhunderts. Eine große Zahl der Räume wurde jetzt und in den folgenden Jahren mit Mosaiken dekoriert, von denen aber nur zwei besser erhalten sind, darunter ein Mosaik mit der Darstellung von Delfinen. Meist fanden sich jedoch nur noch lose Mosaiksteine. Der nördliche Bau war anscheinend das Hauptwohngebäude mit einer Portikus und zahlreichen Räumen mit Mosaiken. Hier fanden sich auch die Reste eines der beiden besser erhaltenen Mosaiken. Es war einst etwa 4,87 × 5,40 Meter groß. Die Reste lassen sich zu vier Gruppen von jeweils zwei ineinander greifenden Quadraten mit einem runden Medaillon in der Mitte rekonstruieren. Unter dem Mosaik fand sich eine Münze von Kaiser Valentinian I. (364–375). Das Mosaik datiert also unter oder nach diesem Kaiser. Es wurde an einem gewissen Zeitpunkt restauriert und wahrscheinlich von einer Werkstatt in Lindinis ausgeführt, die als Lindinis Group bezeichnet wird. Im westlichen Bau wurde ein Bad eingerichtet. Die Räume waren weiterhin mir Wandmalereien dekoriert. Vor allem im westlichen Bau fanden sich über 1000 Fragmente von bemalten Wandmalereien, die sich jedoch nicht mehr zu Wandschemen rekonstruieren ließen. Die Wände scheinen immerhin über einem Sockel mit Feldern dekoriert gewesen zu sein. Es fanden sich Reste eines Fensters aus römischem Glas. Auch hier fand sich ein besser erhaltenes Mosaik. Es zeigt Halbkreise mit Delfinen und hatte in der Mitte wahrscheinlich einst ein rundes Medaillon, das heute jedoch weitestgehend zerstört ist. Die Arbeit wird als nicht besonders gut beschrieben. Im südlichen Bau fand sich in der Erde eingegraben ein gut erhaltenes Gefäß. In einem Umkreis von etwa einem Meter fanden sich hier mehr als fünfzig Münzen, die vielleicht aus dem Gefäß stammen und einen Hort darstellen. Die Münzen datieren in die Jahre 259 bis 273 n. Chr.
Die dritte Phase datiert an das Ende des 4. Jahrhunderts. Vor dem nördlichen Bau wurde ein weiterer Steinbau errichtet, der teilweise in den schon bestehenden Bau einschneidet. Es war aus gut behauenem Stein errichtet und hatte einen Estrichfußboden (opus signinum). Die Wände waren nicht bemalt. In anderen Teilen der Villa gibt es Anzeichen für eine neue Nutzung der Räume. Es fanden sich vor allem Herdstellen und zahlreiche Tierknochen. Die Villa war bis in das 5. Jahrhundert bewohnt.
Bei den Ausgrabungen wurden drei Bestattungen gefunden, darunter befand sich die Bestattung eines Kindes in einem Bleisarg. Die Bestattungen waren beigabenlos. Es fanden sich 177 Münzen, die meisten stammen aus der zweiten Hälfte des 4. Jahrhunderts. Andere Kleinfunde sind Bronze- und Eisenwerkzeuge, Schmuck und vor allem Keramik. Etwas mehr als 2000 Tierknochen stammen zum größten Teil von Pferden, Rindern und Schafen. Die erhaltenen Knochen stammen oftmals von Körperteilen, die nicht viel Fleisch liefern. Dies deutet an, dass Tiere in der Villa geschlachtet wurden und die „besseren“ Fleischstücke verkauft wurden.